# ميرينياك
ميرينياك، (بالفرنسية: Mérignac)‏(
تنطق بالفرنسية: [meʁiɲak]
)، هي بلدية في إقليم جيروند، في آكيتين الجديدة، في جنوب غرب فرنسا. ولد في ميرينياك مؤرخ القرن العشرين، روبرت إتيان (1921-2009).

## توأمة
لميرينياك اتفاقيات توأمة مع كل من:
- فيلانوفا إ لا غيلترو
- ماتوسينهوس
- كاولاك

## أعلام
- روبرت إتيان